# Sázení

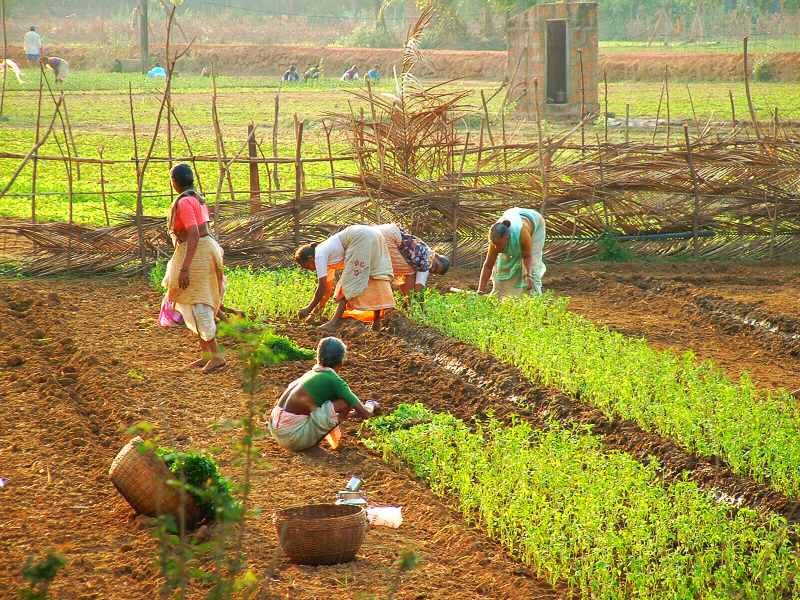
Skupina indických žen sází a pečuje o rostliny na velkém hlíněném záhonu.

Sázení také vysazování také výsadba je v zahradnické či zemědělské terminologii označení způsobu vkládání rostlin do půdy.
Výsadba je používána u některých druhů zeleniny, květin, ovocných i okrasných dřevin. U bylin se ve většině případů jedná o přesazování semenáčů s delší vegetační dobou, které vyžadují předpěstování ve sklenících či pařeništích. Výsadbou je také nazývána zahradnická operace při níž dochází k umisťování ovocných a okrasných dřevin s balem, nebo prostokořenných dřevin, do půdy, na trvalé stanoviště. Výsadba se provádí ve sponu.
Sázení se liší od výsevu. Výsevem je rozuměno vkládání semen rostlin přímo do půdy. Seje se například ředkvičky, mrkev, cibule, petržel, hrách, fazole. Sejí se také například obiloviny a některé okopaniny. Tyto plodiny se nesází. Setí do půdy nebývá vždy pravidlem. Některé drobná semena a semena ve volné přírodě klíčí přímo na povrchu země.
U některých rostlin je možné provádět setí (tedy přímý výsev na stanoviště, s jednocením po vzejití), i výsadbu (tedy předpěstování ve skleníku, pařeništi nebo jinde). Obě možnosti mají výhody a nevýhody.

## Zásady sázení
Některé zásady:
- rostliny jsou vysázeny ve sponu, který zabezpečuje dostatek prostoru
- rostliny jsou sázeny obvykle na místech, která jsou pro rostlinu vhodná, nebo kde jsou nepříznivé podmínky nějak upraveny (půdní podmínky mohou být upraveny přídavkem rašeliny, která změní pH apod.).
- operace je provedena v období, kdy daný druh má vhodné podmínky pro zdárný vývoj (u teplomilných rostlin obvykle po mrazících, ale například při výsadbě kontejnerovaných dřevin kdykoliv když je rozmrzlá půda),
- po vysázení je vhodné rostlinám poskytnout potřebnou péči – zalévat, přistínit, apod.